# تاقات (أولاد الشريف أولاد خاوة)
تاقات هو دُوَّار يقع بجماعة ميبلادن، إقليم ميدلت، جهة درعة تافيلالت في المملكة المغربية. ينتمي الدوّار لمشيخة أولاد الشريف أولاد خاوة التي تضم دوار واحد. يقدر عدد سكانه بـ 129 نسمة حسب الإحصاء الرسمي للسكان والسكنى لسنة 2004.

## روابط خارجية
- البوابة الوطنية للجماعات الترابية نسخة محفوظة 12 مارس 2018 على موقع واي باك مشين.
- المندوبية السامية للتخطيط